# Francis Scott (2e duc de Buccleuch)
Pour les articles homonymes, voir Scott et Francis Scott.
 (janvier 2019).
Si vous disposez d'ouvrages ou d'articles de référence ou si vous connaissez des sites web de qualité traitant du thème abordé ici, merci de compléter l'article en donnant les références utiles à sa vérifiabilité et en les liant à la section « Notes et références ».
Francis Scott (11 janvier 1694/95 – 22 avril 1751), comte de Dalkeith et 2e duc de Buccleuch, est un noble écossais.

## Biographie
Il est le fils de James Scott, comte de Dalkeith (fils de James Scott, 1er duc de Monmouth et d'Anne Scott, première duchesse de Buccleuch) et de Lady Henrietta Hyde, fille de Laurence Hyde, premier comte de Rochester. Il est baptisé le 20 janvier 1694/95 à St. James' Church, à Westminster.
Il épouse, en premières noces, Jane Douglas (et non autre Jane Douglas, fille de James !), fille de James Douglas (2e duc de Queensberry) et de Mary Boyle, le 5 avril 1720 dans la demeure du comte de Rochester, Privy Gardens, à Whitehall. Ils ont un fils, Francis Scott, comte de Dalkeith (1720/21-1750). Lady Jane meurt en 1729 et est enterrée à Dalkeith Castle.
Il se marie, en secondes noces, avec Alice Powell, fille de Joseph Powell, le 4 septembre 1744 à St. George's Chapel, à Mayfair, Londres.
Il exerce la fonction de grand maître de la franc-maçonnerie en 1723/24 et devient membre de la Royal Society le 12 mars 1723/24.
Il est fait chevalier de l'ordre du Chardon le 2 février 1725.
Il succède à sa grand-mère comme sixième Lord Scott de Buccleuch, cinquième baron Scott de Quhitchester et d'Eskdaill, deuxième comte de Dalkeith, deuxième duc de Buccleuch, cinquième comte de Buccleuch et deuxième Lord Scott de Whitchester et d'Eskdale le 6 février 1731/32. Il est un pair représentant de l'Écosse de 1734 à 1741. Il hérite aussi des titres de deuxième comte de Doncaster et de deuxième baron Scott de Tindall dans la Pairie d'Angleterre le 22 mars 1742/43. Ce sont les titres subsidiaires de James Scott, 1er duc de Monmouth restaurés par un Acte du Parlement.
Il est fait docteur honoris causa de droit civil de Université d'Oxford le 18 avril 1745.
Il est enterré le 26 avril 1751 dans la chapelle du collège d'Eton.
D'après son testament, il a eu six enfants avec Mme Sarah Atkinson. Il semble également avoir eu un fils et trois filles avec Elizabeth Jenkins. Mme Louisa Stuart a parlé de lui comme « un homme d'arrangement moyen et d'habitudes plus moyennes, » et a ajouté qu'après la mort de sa première épouse, « il a plongé dans de telles amourettes et a vécu si pleinement parmi la plus vile compagnie, que sa personne était à peine connue de ses égaux et que son caractère est devenu l'objet du mépris général. »